# José Aznar Beltrán
José Aznar Beltrán (Barcelona, 21 d'abril de 1932 - Castelló, 25 de gener de 2008) va ser un futbolista i entrenador de futbol català.

## Trajectòria
De jove es va traslladar al Grau de Castelló, on va començar la pràctica del futbol. El seu debut amb la samarreta albinegra va tenir lloc al setembre de 1951. Llavors jugava com a davanter, encara que acabà per reconvertir-se en defensa. En total, va jugar al CE Castelló en dues etapes, aconseguint en cadascuna un ascens a la Segona divisió. A més a més, va jugar a la Primera divisió amb el Reial Saragossa i el Reial Múrcia CF.
Un cop retirat de l'esport professional va exercir com a entrenador, destacant la seva estada al CF San Pedro del Grau de Castelló per molts anys, a banda de la del Castelló Amateur.

## Altres mèrits
- 1 ascens a Primera divisió: 1962/63 amb el Reial Múrcia CF.
- 2 ascensos a Segona divisió: 1952/53 i 1965/66 amb el CE Castelló.